# Hyaenodon
Lo ienodonte (gen. Hyaenodon) è un mammifero estinto, vissuto dal tardo Eocene al primo Miocene in Nordamerica, Africa, Asia ed Europa.

## Un predatore di grande successo
Questo animale era un predatore molto specializzato e molto diffuso, facente parte di quel gruppo di mammiferi noti come creodonti ("denti della carne"), e dal nome che significa "dente di iena". Appartiene alla famiglia degli ienodontidi. Questi predatori si svilupparono nell'Eocene superiore e prosperarono per tutto l'Oligocene, fino a estinguersi solo all'inizio del Miocene. Alcune specie erano tra i predatori più grossi della loro epoca. Le mascelle dello ienodonte sono strette e allungate, munite di poderosi canini e molari adatti a tagliare la carne, forse perfino a spezzare ossa , infatti il morso aveva una forza di 270 kg e 3 volte di più nella parte posteriore della bocca (810 kg).
Una caratteristica tipica dei mammiferi primitivi, però, era il cervello piuttosto piccolo all'interno di un cranio possente. La struttura dei crani di ienodonte suggerisce che questi animali possedevano un acuto senso dell'olfatto; alcune specie potrebbero essersi specializzate nel cibarsi di carogne, ma molte altre erano senza dubbio attivi predatori. Queste specie, forse, cacciavano in gruppo mandrie di erbivori non particolarmente veloci (come gli oreodonti), visto che gli ienodonti non avevano zampe particolarmente allungate da corridore.

## Un gran numero di specie

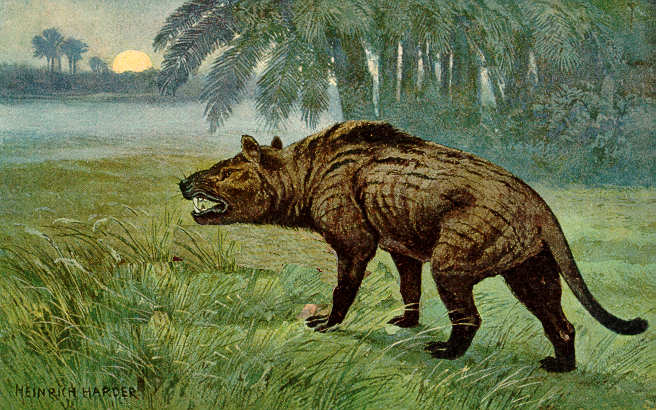
Ricostruzione di Heinrich Harder del 1920 circa

Alcune specie di questo genere erano tra i più grandi mammiferi terrestri carnivori della loro epoca, mentre altri avevano le dimensioni di una martora. Fossili di questo genere sono noti in Nord America, Europa, e Asia.
Il grande successo evolutivo di questo predatore è testimoniato dal vasto arco temporale in cui i suoi resti sono stati ritrovati. Dello ienodonte si conoscono molte specie, che variano per statura e corporatura. La specie più grande, H. gigas, era alta un metro e mezzo alla spalla, lunga tre metri e pesante mezza tonnellata. Al contrario, altre specie come H. mustelinus non superavano i 30 centimetri di altezza alla spalla e con ogni probabilità si nutrivano di piccoli animali. Specie di dimensioni medie, come H. crucians, erano sicuramente cacciatrici e forse predavano in gruppo. La specie più famosa è però H. horridus, un animale lungo circa 1,8-2,1 metri per 80-90 cm d'altezza ed un peso di più o meno 68 chili, diffuso nell'Oligocene degli Stati Uniti. Hyaenodon fu un genere di grande successo e molto diversificato, ma alla fine i moderni mammiferi carnivori vinsero la competizione.